# 11912 Piedade
A 11912 Piedade (ideiglenes jelöléssel 1992 OP5) a Naprendszer kisbolygóövében található aszteroida. Eric Walter Elst fedezte fel 1992. július 30-án.